# Montaimont
Montaimont korábbi község (település) Franciaországban, Savoie megyében. 2017. január 1-jén Montgellafrey és Saint-François-Longchamp községgel egyesült és Saint François Longchamp új község része lett.
Lakosainak száma 137 fő (2018. január 1.). Montaimont Montvernier, Pontamafrey-Montpascal, Saint-Avre, Saint-François-Longchamp, Saint-Jean-de-Belleville, Saint-Martin-sur-la-Chambre és La Tour-en-Maurienne községekkel határos.

## Népesség
A település népességének változása:
| Lakosok száma | 157  | 130  | 137  |
|               | 2013 | 2017 | 2018 |